# Розалія Ломбардо
Розалія Ломбардо (італ. Rosalia Lombardo; 13 грудня 1918 — 6 грудня 1920) була дитиною з Палермо, яка померла від пневмонії, спричиненої іспанським грипом, за тиждень до свого другого дня народження. Батько Розалії, Маріо Ломбардо, тяжко побиваючись за дочкою, попросив бальзамувальника Альфредо Салафія зберегти її останки. Розалію іноді називають «Сплячою красунею», її тіло було одним з останніх, допущених до катакомб капуцинів у Палермо на Сицилії.

## Бальзамування

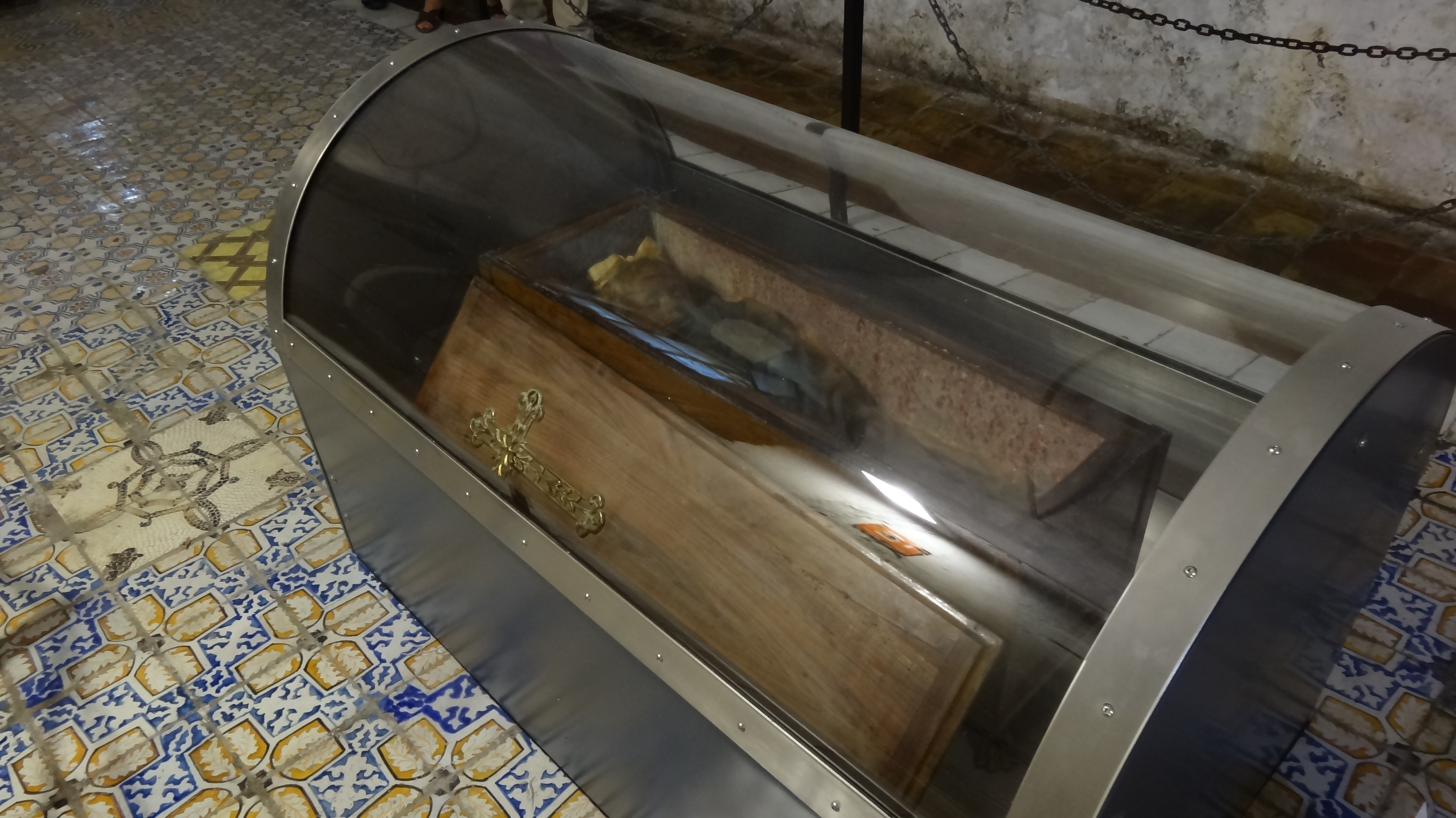
Тіло Ломбардо в 2012 році.

Завдяки техніці бальзамування Салафії тіло добре збереглося. Рентгенівські знімки тіла показують, що всі органи на диво цілі. Тіло Розалії Ломбардо зберігається в невеликій каплиці наприкінці екскурсійного маршруту по катакомбах і покладено в скляну труну, що лежить на дерев'яному постаменті. Фотографія Розалії Ломбардо, зроблена National Geographic у 2009 році, показує, що мумія починає проявляти ознаки розкладання, особливо це стосується зміни кольору. Її шкіра починає набувати жовтого воскового відтінку. Щоб загальмувати ці процеси, мумію перемістили в сухіше місце в катакомбах, а її оригінальну труну помістили в герметично закриту скляну камеру з газоподібним азотом, щоб запобігти гниттю. Мумія залишається одним із найкраще збережених тіл у катакомбах.
Того ж року куратор катакомб капуцинів Даріо Піомбіно-Маскалі виявив рукопис, написаний майстром Салафією, в якому він перераховує інгредієнти, використані для муміфікації Розалії. Формула бальзамування описана так: «одна частина гліцерину, одна частина формаліну, насиченого сульфатом цинку та хлоридом цинку, і одна частина спиртового розчину, насиченого саліциловою кислотою», розчин вводився в організм шляхом одноточкової ін'єкції, швидше за все у стегнову артерію через гравітаційний інжектор. Росселла Лоренці з Discovery News повідомила, що формалін використовувався для знищення бактерій, гліцерин був потрібен для запобігання висиханню, а саліцилова кислота сприяла знищення будь-яких грибків у плоті, з метою скам'яніння солей цинку.
Мумія отримала ще більшу популярність завдяки феномену, коли її очі нібито відкриваються та закриваються кілька разів на день, показуючи цілі сині райдужні оболонки. У відповідь на припущення щодо її рухомих повік Пйомбіно-Маскалі заявив, що «це оптична ілюзія, створена світлом, що проходить через бічні вікна, а саме освітлення протягом дня може змінюватися… [її очі] не повністю закриті, і насправді ніколи такими не були».